# Peter Swinnerton-Dyer
Sir Henry Peter Francis Swinnerton-Dyer, 16e baronet KBE FRS (2 augustus 1927 - 26 december 2018), beter bekend als Peter Swinnerton-Dyer, was een Brits wiskundige, verbonden aan de Universiteit van Cambridge, die was gespecialiseerd in de getaltheorie. Als wiskundige blijft hij vooral bekend voor zijn aandeel in het vermoeden van Birch en Swinnerton-Dyer, betreffende algebraïsche eigenschappen van elliptische krommen in relatie tot bijzondere waarden van L-functies. Dit vermoeden formuleerde hij tijdens de eerste helft van de jaren 1960 samen met Bryan Birch. Hun eerste inspiratie voor het vermoeden waren computerberekeningen.